# سركوك ملتبس
سركوك ملتبس (الاسم العلمي Sarcococca confusa)، نوع نبات مزهرة من السركوك، من المحتمل أن يكون مهده في غرب الصين. هي شجيرة دائمة الخضرة تنمو على ارتفاع 2 متر (7 قدم) بعرض 1 متر (3 قدم)، أوراقها خضراء لامعة وزهور بيضاء عطرة الرحيق في الشتاء، ثماره كروية سوداء لامعة، قطرها 5 ملم.